# E-pitaph
E-pitaph er en dansk kortfilm fra 1999 med instruktion og manuskript af Gritt Uldall-Jessen.

## Handling
e-pitaph er en interaktiv, virtuel gravsten. Brugeren kan skænde, udsmykke, rengøre eller rive gravstenen ned. Brugeren kan også sende videopost til og aflæse videopost fra den afdøde. Muligheden for at oprette sit eget gravsted på en tilstødende virtuel kirkegård forestår. e-pitaph er en multimedieside med flere spil-elementer.